# چنگیز کوچوک‌آیواز
چنگیز کوچوک‌آیواز (ترکی استانبولی: Cengiz Küçükayvaz؛ زادهٔ ۳۰ ژوئیهٔ ۱۹۶۸) هنرپیشه، کمدین اهل ترکیه است.
از فیلم‌ها یا برنامه‌های تلویزیونی که وی در آن نقش داشته‌است می‌توان به بازگشت به خانه اشاره کرد.